# Estació de Dannes-Camiers
L'estació de Dannes-Camiers és una estació ferroviària situada al municipi francès de Camiers i a prop de Dannes (al departament del Pas de Calais).
És servida pels trens del TER Nord-Pas-de-Calais (de Calais-Ville a Amiens).
| Provinença   | Estació anterior | Línia                  | Estació següent    | Destinació |
| ------------ | ---------------- | ---------------------- | ------------------ | ---------- |
| Calais-Ville | Neufchâtel       | TER Nord-Pas-de-Calais | Étaples-Le Touquet | Amiens     |